# Atol Lae
O Atol Lae é um atol de corais de 20 ilhas no Oceano Pacífico. Sua área total é de apenas 1,5 km, além de uma lagoa com 17 km2. Está localizado a 47 km do Atol Ujae. A população do atol era de 319 habitantes em 1998.

## História
O atol foi reivindicado pelo Império da Alemanha junto com o resto das Ilhas Marshall em 1884. Após a Primeira Guerra Mundial, a ilha ficou sobre o domínio do Império do Japão. Após a Segunda Guerra Mundial a ilha ficou sob controle dos Estados Unidos. Tem sido parte das Ilhas Marshall desde sua independência em 1986.